# Ermanno Parazzini
Ermanno Parazzini (Milano, 20 luglio 1941 – Buccinasco, 12 settembre 2018) è stato un compositore, paroliere, produttore discografico e talent scout italiano.
Laureato in Filosofia all'Università degli Studi di Milano, ha esercitato l'attività dal 1965 al 1982, scrivendo circa 500 canzoni. Ha formato i complessi dei Dik Dik e dei New Trolls.

## Canzoni italiane
- Non dirne più, cantata dai New Dada al Cantagiro 1966. Per i New Dada ha composto molti altri brani, fra cui: Non dirne più, La quindicesima frustata, T Bird
- Un'ora fa, cantata da Fausto Leali (classificatasi 2ª al Sanremo 1969), Mina, Patty Pravo e Tony Del Monaco
- Bussa il vento, cantata da Armando Savini vince il ciclo completo della trasmissione televisiva "Settevoci", presentata da Pippo Baudo
- Gabbiano blu, cantata da Diego Peano, partecipa ad Un disco per l'estate 1970
- Una casa in disordine, cantata da Marisa Sacchetto, vince il Festival di Venezia, categoria giovani
- T-Bird, sigla della trasmissione radiofonica Bandiera Gialla condotta da Renzo Arbore e Gianni Boncompagni
- Solo più che mai, versione italiana di Strangers in the Night cantata da J. Dorelli
- La danza delle note versione italiana di Puppet on a String cantata da Sandie Shaw
- Per ricominciare, versione italiana di Can't take my eyes off of you cantata da Mina
- Dopo te, versione italiana di Apré toi cantata da Mireille Mathieu che ha vinto l'Eurofestival
- Milan ste fà, ste fè, cantata dall'autore con la moglie Miriam Del Mare, al Festival della canzone milanese del 1982, con la quale vince il premio Trofeo D'Anzi
- E adess se femm, sifulum?, classificatasi 2ª al Premio D'Anzi del 2007.
- Milano da raccontare, classificatasi 2ª al Premio D'Anzi del 2008
- Se i gatt in minga ratt (I vecc in minga vecc), cantata dall'autore classificatasi 3ª al Premio D'Anzi del 2009
- La partita cantata da Gene Pitney, Antoine
- Un uomo va cantata da I Giganti
- Caldo, caldo cantata da Johnny Dorelli, Armando Savini, Gianni Pettenati
- Un'altra vita per Riki Maiocchi
- Mezza gazzosa per Claudio Lippi
- Georgy svegliati per Aida Cooper, Miriam Del Mare, Mirelle Mateu, Brunetta, I Bruzi, I Domodossola, Gli Uragani, The Seekers
- Per cento volte per Mario Tessuto
- Zecchino d'Oro vinti:
  - Per un bicchier di vino
  - Amsterdam
  - Ho visto un rospo

Ha inoltre composto per Ida Nola, Michael Cox, Dick Rivers, Roul Pisani, Tony Del Monaco, Igor Mann e I Normanni, I Playco, Tony Spada e altri ancora.

## Versioni italiane di brani famosi
- Strangers in the night, con il titolo Solo più che mai, cantata da Johnny Dorelli
- Puppet on a string, con il titolo La danza delle note, cantata da Sandie Shaw
- Can't take my eyes off of you, con il titolo Per ricominciare, cantata da Mina
- Apre' toi, con il titolo Dopo di te, cantata da Mireille Mathieu che ha vinto un EuroFestival
- Heart breaker
- My dream
- Give me some loving
- Wall thing
- T-Bird
- The more I see you